# لقلق العاصفة
لقلق العاصفة(Ciconia stormi) هو طائر من الطيور الخواضة التي تنتمي إلى عائلة اللقلق ، يصل طوله حوالي 91 سم، ولون ريشه هو الأبيض والأسود وجلد الوجه برتقالي ولون الساقين والجلد أحمر مصفر والألوان في كلا الجنسين متشابهة.
- تم العثور على هذه الأنواع الغير معروفة في الغابات دون عائق وموائل المياه العذبة في سومطرة وجزر بورنيو وشبه جزيرة ماليزيا. وأحد أهم معاقلها في جنوب شرق سومطرة ، وما تبقى من السكان تقتصر على كليمنتان وبروناي. بينما في شبه جزيرة ماليزيا يبق هناك سوى قلة . بينما عددها في أنحاء العالم هو أقل من 500 فرد.
- اللقلق العاصفة طائر انفرادي. تتكون حميته أساسا من الأسماك. تضع الأنثى عادة بيضتان في عش فوق الأشجار .واعتبر فيما مضى على أنه من نوع لقلق صوفي العنق.
- ونظرا لفقدان الموائل الجارية، وحجم السكان الصغير جدا، والإفراط في الصيد في نطاق محدود في بعض المجالات، صنفت لقالق العاصفة بالقائمة المهددة بالانقراض .

## معرض صور

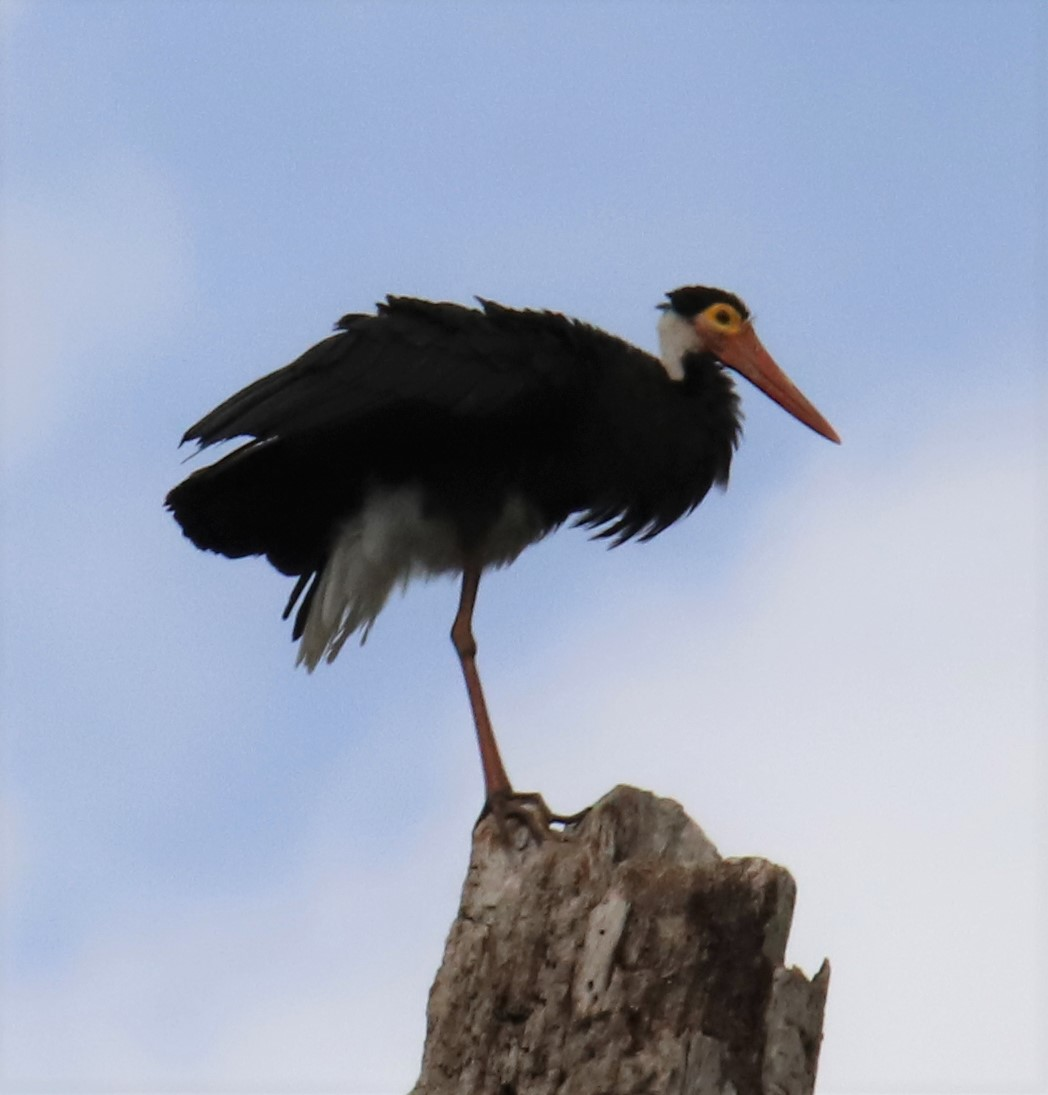
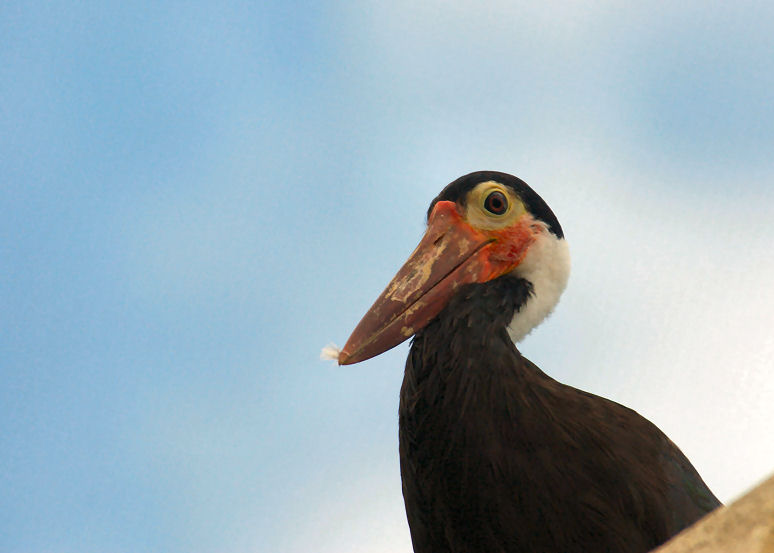
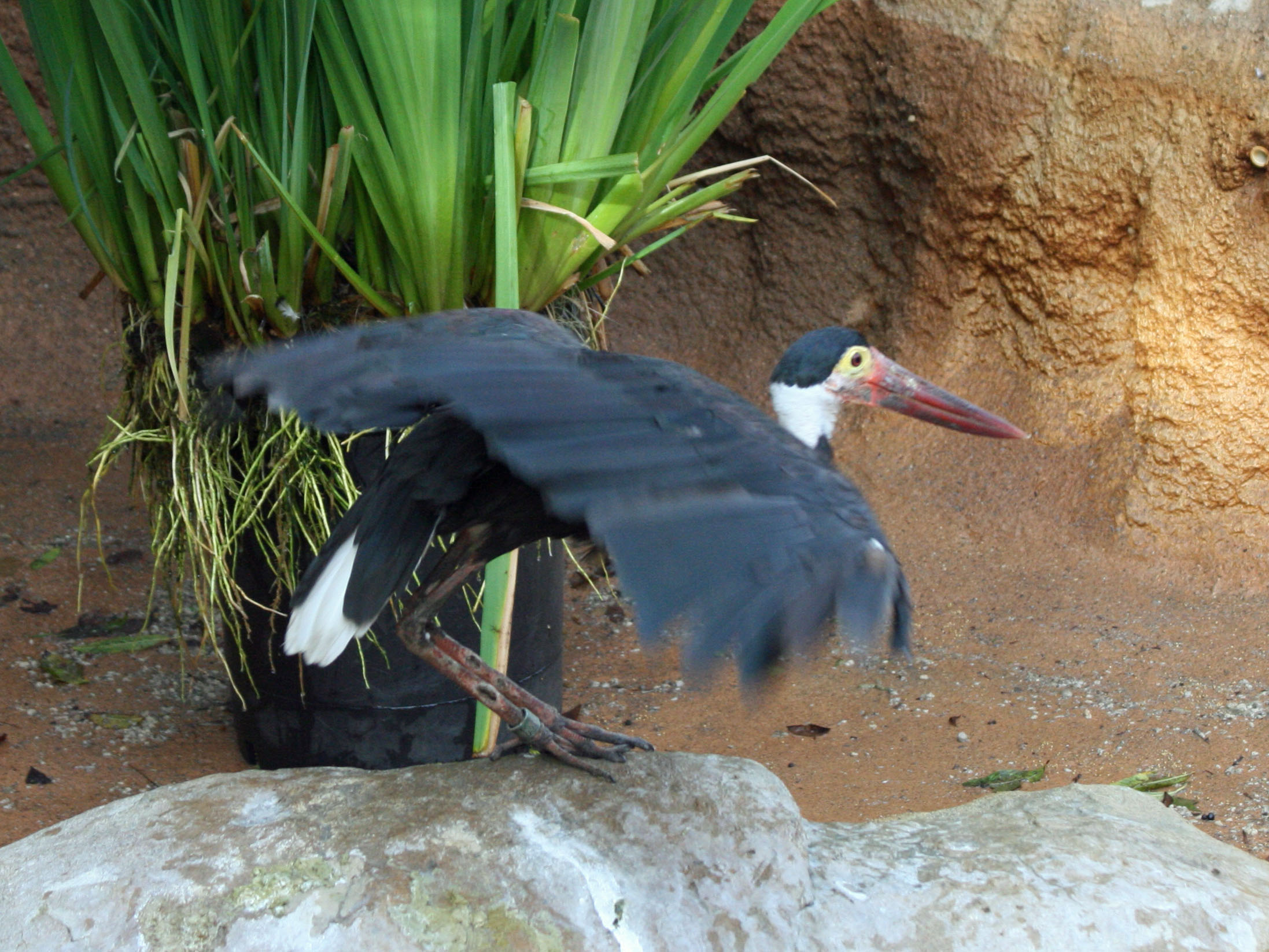